# Aufzugsbremse
Aufzugsbremsen spielen eine wichtige Rolle bei der Erfüllung höchster Sicherheitsanforderungen für Personenaufzüge.

## Technische Vorschriften

### Allgemein
Aufzugsanlagen unterliegen strengen technischen Vorschriften, die in Ländern der EG auf der Richtlinie 95/16/EG über Aufzüge (Aufzugsrichtlinie), und darüber hinaus auf staatlichen Gesetzen und Normen beruhen. Zudem gilt in der Europäischen Union die Europäische Norm EN 81.
In Deutschland gelten neben gesetzlichen Regelungen die Technischen Regeln für Aufzüge (TRA) und die deutsche Übernahme DIN EN 81 (→ DIN-Norm). In Österreich sind die Regelungen zu Aufzugsanlagen Ländersache in Verbindung mit den einschlägigen ÖNORMEN.

### EN 81
Die Detailvorschriften für Aufzugsbremsen von Aufzugsanlagen sind in der EN 81 dokumentiert. Die Norm schreibt vor, dass in einem Aufzugsantrieb zwei voneinander unabhängig arbeitende Bremsen oder Bremskreise vorhanden sein müssen (Redundanz). So ist sichergestellt, dass auch bei Totalausfall eines Bremskreises der Fahrkorb sicher gehalten wird. In der Vergangenheit wurden vorwiegend elektrohydraulische Backenbremsen mit zwei Bremsklötzen eingesetzt. Diese Aufzugsbremsen sind auch heute noch weit verbreitet, sind aber für moderne Aufzüge ohne Maschinenraum nicht mehr geeignet. Maschinenraumlose Aufzugskonzepte erfordern äußerst kompakte und geräuscharme Aufzugsbremsen, da moderne Aufzugsantriebe häufig im Schacht platziert sind oder auf der Kabine mitfahren.

## Geräuschdämpfung
Fahrgäste in Personenaufzügen empfinden Geräusche, die vom Antrieb verursacht werden, als beängstigend, auch wenn es keinen Grund zur Beunruhigung gibt. Deshalb werden Aufzugsbremsen, die in der Nähe der Kabine angeordnet sind, mit Dämpfungssystemen ausgestattet, um die Geräusche beim Schalten der Bremsen zu minimieren. Angestrebt werden in der Regel Werte von 60 bis 65 dB(A). Vereinzelt werden – wie bei Bühnenbremsen üblich – auch Werte von 50 dB(A) gefordert.

## Moderne Bauformen bei Aufzugsbremsen
Heute werden in allen gängigen Aufzugskonzepten bevorzugt elektromagnetische Zweikreis-Sicherheitsbremsen eingesetzt. Anwendungsorientiert haben sich ganz unterschiedliche Varianten auf dem Markt etabliert.

## Bauformen
Weit verbreitet sind folgende Bauformen:
- Aufzugbremsen, bei denen zwei einzelne komplette Bremsen hintereinander angeordnet sind.
- Ausführungen mit zwei oder mehr Bremskreisen, die auf einen Reibbelagträger wirken. Die Magnetspulen der einzelnen Bremskreise können dabei in einem gemeinsamen Spulenträger untergebracht sein oder jeweils in einem eigenen Spulenträger.
- Bremszangen, die an einer Bremsscheibe angeordnet sind. Redundanz  wird erreicht durch den Einsatz von mindestens zwei Bremszangen.
- Einkreisige Nachrüstbremsen zum Anbau an die Treibscheibe. Damit lassen sich alte Aufzugsantriebe, die nur mit einer Bremse bestückt sind, kostengünstig auf einen aktuellen Sicherheitsstand bringen.
- Aufzugsbremsen mit einer Magnetspule und segmentierter Ankerscheibe.

## Funktion der elektromagnetischen Aufzugsbremse
Elektromagnetische Aufzugsbremsen arbeiten nach dem Fail-Safe-Prinzip. Sie sind im energielosen Zustand geschlossen und bieten so auch Sicherheit bei NOT-AUS oder Stromausfall. Bei unbestromter Bremse drücken mehrere Schraubenfedern gegen die Ankerscheibe. Der Reibbelagträger, der über eine Verzahnung mit der Motorwelle verbunden ist, wird zwischen der Ankerscheibe und der Motoranbaufläche geklemmt. Die Welle ist gebremst. Wird die Magnetspule bestromt, baut sich ein Magnetfeld auf, das die Ankerscheibe an den Spulenträger zieht und so den Reibbelagträger und damit auch die Motorwelle freigibt. Die Bremse ist gelüftet.